# Benji Gregory
Benjamin Gregory Hertzberg (Encino, California, 26 de mayo de 1978-Peoria, Arizona, 13 de junio de 2024), conocido como Benji Gregory, fue un actor estadounidense. Su trabajo más importante fue su actuación como uno de los hijos de la familia Tanner en la serie de televisión ALF, de 1986 a 1990.
Antes de formar parte de ALF, Gregory participó en otras series de televisión como La isla de la fantasía (emitida entre 1978 y 1984), The A-Team (1983), T.J. Hooker (1982), Cuentos asombrosos (1985), Dimensión desconocida (1985), Punky Brewster (1984) y Mr. Boogedy (1986). También participó en la película Jumpin' Jack Flash, de 1986, protagonizada por Whoopi Goldberg.
Su última participación en la pantalla fue en el año 1993. Luego no tuvo la oportunidad de volver a trabajar en la actuación. En la primera década del siglo XXI, decidió estudiar en la Universidad Academia de Arte hasta alistarse en la Marina de los Estados Unidos, en la que permaneció hasta 2005.

## Fallecimiento
El 13 de junio de 2024, Gregory y su perro de servicio fueron encontrados muertos dentro de un automóvil en el estacionamiento del Chase Bank en Peoria, Arizona. Gregory tenía cuarenta y seis años. Su muerte se reveló públicamente casi un mes después, el 10 de julio de 2024, cuando la causa de su muerte aún estaba bajo investigación. Su hermana dijo que Gregory había tenido depresión, trastorno bipolar y un trastorno del sueño, y dijo que probablemente murió de un golpe de calor después de quedarse dormido en su automóvil.
El 13 de septiembre de 2024 la oficina forense de condado de Maricopa reveló que su muerte se produjo de un golpe de calor, agravado por una cirrosis hepática, y se dictaminó como accidental.

## Filmografía
- El bosque de colores (1993)
- Lady Against the Odds (1992)
- Never Forget (1991)
- El fantástico Max (1988)
- Jumpin' Jack Flash (1986)
- Mr. Boogedy (1986)
- Thompson's Last Run (1986)

## Series de televisión
- ALF (1986-1990), como Brian Tanner